# Becky!
Becky! (Becky Internet Mail) — shareware почтовый клиент, разработанный японской компанией RimArts из города Мацудо.
В начале 2000-х годов, клиент получил большое внимание в Восточной Азии, так как имел хорошую поддержку CJKV-символов. Becky! без проблем поддерживает несколько учётных записей с использованием стандартных протоколов POP3/SMTP или IMAP, совместно с протоколом SSL или без него, в том числе и APOP функции безопасности, также поддерживает PGP. Почтовый клиент поддерживает работу с большим количеством плагинов, один из которых предоставляет доступ к Hotmail, другой доступ в Usenet-новостям.
Версия 2.05 в 2004 году была добавлена в 2 немецких журнала, которые занимаются обзорами программного обеспечения. В немецком журнале «PC Professionell» (аналог английского журнала «PC Pro») Becky Internet Mail занял 11 место из 14 тестируемых почтовых клиентов. «PC Direkt» нашёл клиент «небезопасным», а также уличил его в плагиате на интерфейс, который внешне схож с Outlook Express, но при этом, обратил внимание, что Becky! умеет отправлять голосовые сообщения.
До выхода версии 2.5, программа имела известную для многих уязвимость переполнения буфера.
Стоит отметить тот факт, что программа полностью поддерживает кириллические кодировки, умеет создавать/отправлять электронные письма в формате HTML, есть встроенные шаблоны и менеджер подписок, макросы для автоматизации клиента и многое другое.